# Biblia kamedulska
Biblia kamedulska (słow. Kamaldulská Biblia) – najstarszy rękopiśmienny słowacki przekład Pisma Świętego pochodzący z połowy XVIII wieku. Powstał w dwóch tomach. Podstawą tłumaczenia była głównie łacińska Wulgata. Jest to zabytek literatury słowackiej.
Od miejsca przechowywania w Urzędzie Parafialnym w Cifer nazywana Pismo Święte parafii z Cifer (słow. Písmo sväté fary v Cíferi). Pełna nazwa w języku słowackim: Swaté Biblia Slowénské aneb Pisma Swatého Částka I, Která w sebe obsahuge Starého Testamenta Zákon, a Zákona Historiu: Pět knih Moyžjssowýcg, Knihi Yózue, Yudikum, Ruth, Kralowské, Paralipomenon, Ezdrassowe, Tobiassowe, Yudith, Ester, Yob, Žalmi Dawidowé, Knihi Prislow, Ekklesyastej, Pjsňe, Ssalomúnowé, Knihi Mudrosti, a Syrách; Částka II, Která v sebe obsahuge Prorokú, Knihi Machaběgské a celý Testament nowý.

## Historia
Biblia kamedulska powstała w środowisku kamedułów, prawdopodobnie z eremu Czerwony Klasztor. Powstała w latach 50. XVIII wieku. Najpierw 6 maja 1756 zaczęto przepisywać Nowy Testament, a 4 marca 1757 Stary Testament. Prawdopodobnie całą pracę ukończono wiosną 1760. Podstawą tłumaczenia była łacińska Wulgata. Przekład dokonano w tzw. kamedulskim słowackim, który był mieszaniną języka słowackiego i czeskiego. Był to język używany w kręgach naukowych Zachodniej Słowacji.
Biblia kamedulska w zamierzeniu była przekładem przeznaczonym dla słowackich katolików, lecz nie została wydana drukiem. Słowaccy protestanci korzystali z Biblii kralickiej w wersji opracowanej przez Mateja Bela z przedmową Daniela Krmana (Biblia sacra, to jest Biblí svatá, Halle 1722).
Przekład pozostał w rękopisie. Został odnaleziony po II wojnie światowej i stał się wzorem dla późniejszych słowackich edycji cząstkowych. Był przechowywany w Urzędzie Parafialnym w Cifer. Oryginał znajduje się dziś w urzędzie arcybiskupim w Trnawie.
Badanie porównawcze Biblii kamedulskiej ze starszymi polskimi przekładami wykazuje liczne i raczej nieprzypadkowe podobieństwa do tekstu pochodzącej z XV wieku rękopiśmiennej Biblii królowej Zofii. Źródło podobieństw nie zostało jak dotąd ustalone. Tłumacze korzystali również z Biblii Wujka i Biblii gdańskiej. Wykorzystano również przekłady czeskie.
Faksymile rękopisu Biblii kamedulskiej wydano w ramach serii wydawniczej Biblia Slavica w dwóch tomach pod nazwą Swaté Biblia Slowénské (Paderborn 2002). Wydanie to zawiera egzegetyczne notatki marginesowe rękopisu Biblii kamedulskiej.
Pierwszym słowackim przekładem drukowanym była dwutomowa Biblia Palkowicza z lat 1829/1832, przetłumaczona przez Juraja Palkoviča.